# المؤتمر العالمي لمكافحة العنصرية
المؤتمر العالمي لمكافحة العنصرية ويعرف باسم (WCAR) هو سلسلة من الأحداث الدولية التي تنظمها اليونسكو لتعزيز النضال ضد الإيديولوجيات والسلوكيات العنصرية. جرى عقد خمسة مؤتمرات حتى الآن ، في أعوام 1978 و1983 و2001 و2009 و2021.

## البداية
تأسس المؤتمر العالمي لمكافحة العنصرية بعد الحرب العالمية الثانية والمحرقة كهيئة تابعة للأمم المتحدة ، بدأت اليونسكو بمجرد إنشائها لتعزيز الدراسات العلمية المتعلقة بالإثنية. ودراسة الجماعات وانتشارها في الرأي العام لتبديد التبريرات العلمية الزائفة للعنصرية. من أوائل الأعمال المنشورة للمؤتمر كان سؤال العرق (بالإنجليزية: The Race Question)‏ وذلك في عام 1950 ، موقعة من قبل العديد من العلماء المشهورين دوليًا.